# Hans-Werner Deim
Hans-Werner Deim (* 5. August 1934 in Heinrichswalde; † 20. Januar 2015 in Strausberg) war ein deutscher Offizier. Er war Generalmajor und letzter Planungschef der Nationalen Volksarmee (NVA) der DDR.

## Leben
Der Sohn eines Malers, in Ostpreußen geboren und nach dem Krieg in die Sowjetische Besatzungszone umgesiedelt, wuchs in Mieste bei Gardelegen auf. Nach dem Schulbesuch wurde er am 18. Juni 1952 Angehöriger der Deutschen Volkspolizei. Er begann seinen Dienst als Anwärter der VP und Kursant der VP-Bereitschaft Quedlinburg und der Kommando-Schule Karpin im ehemaligen Landkreis Ueckermünde. Von 1953 bis 1954 besuchte er die Offiziersschule Naumburg und wurde 1954 Mitglied der SED. Von 1955 bis 1956 war er Adjutant beim Chef Verwaltung Kader der KVP bzw. der NVA. Von 1956 bis 1960 studierte er erfolgreich an der Militärakademie "M.W. Frunse" und erhielt die Goldmedaille. Anschließend wurde er als Stabschef und Offizier für operative Arbeit im Mot.Schützen-Regiment 28 eingesetzt. Von 1961 bis 1962 war er Oberoffizier für operative Schulung und von 1962 bis 1963 Leiter der Unterabteilung Operativ beim Kommando des Militärbezirks V. Von 1963 bis 1966 folgte eine Tätigkeit als Oberoffizier für die Landstreitkräfte und von 1966 bis 1971 als stellvertretender Abteilungsleiter in der Verwaltung Operativ des Ministeriums für Nationale Verteidigung (MfNV). Von 1971 bis 1973 besuchte er die Militärakademie des Generalstabs der Streitkräfte der UdSSR „K.J. Woroschilow“ in Moskau und erhielt wiederum eine Goldmedaille. Von 1973 bis 1976 war er als Oberst stellvertretender Kommandeur und Stabschef der 11. motorisierten Schützendivision. Deim wurde 1976 ins MfNV versetzt und war bis 1978 Stellvertreter des stellvertretenden Chefs des Hauptstabes für operative Fragen und Chef Verwaltung Operativ im MfNV. 
Am 7. Oktober 1977 wurde er vom Vorsitzenden des Nationalen Verteidigungsrates der DDR, Erich Honecker, zum Generalmajor ernannt. Von 1979 bis 1982 fungierte er als stellvertretender Chef des Hauptstabes für operative Fragen. Seine letzte Dienststellung in der NVA von 1982 bis 1990 war die des Chefs der Verwaltung Gefechtsbereitschaft und operative Ausbildung des MfNV bzw. Leiters des Planungsstabes des Ministeriums für Abrüstung und Verteidigung (MfAuV). Am 30. September 1990 wurde er aus der NVA entlassen.
Er war mit Maria Deim verheiratet. Deim starb im Alter von 80 Jahren und wurde auf dem Evangelischen Friedhof in Strausberg bestattet.

## Auszeichnungen
- Kampforden „Für Verdienste um Volk und Vaterland“ in Gold
- 1980 Friedrich-Engels-Preis
- 1985 Vaterländischer Verdienstorden in Bronze

## Veröffentlichungen
- Militärstrategisches Denken in der Russischen Föderation. In: Geopolitisches und militärstrategisches Denken in der Russischen Föderation. (Hrsg.) Dresdener Studiengemeinschaft Sicherheitspolitik (DSS) e. V: DSS-Arbeitspapiere, Dresden 2005, Heft 77, S. 48–64. urn:nbn:de:bsz:14-qucosa2-324898